# Alugha
Alugha mit Sitz in Mannheim ist Deutschlands einziges offenes Videoportal und die erste mehrsprachige Cloud-basierte Video-Hosting-Plattform, auf der Online-Videos in mehrsprachige Formate konvertiert werden können.

## Geschichte
Die Alugha GmbH wurde 2014 von den Familien von Bernd Korz und dem Aufsichtsratsvorsitzenden von Duravit und Gesellschafter der Röchling Gruppe, Gregor Greinert, gegründet.  Die Anfänge von Alugha (Swahili: „eine Sprache“) reichen bis in das Jahr 2012 zurück. Damals hatte Korz einen YouTube-Kanal, auf dem er Tutorial-Videos über den Umbau eines Bauernhauses und später Videos zu Computerthemen veröffentlichte. Da die Nachfrage nach mehrsprachigen Videos stieg, entschied sich Korz für die Verwendung von Untertiteln, da kein Videoportal die Möglichkeit bot, die Sprache während des Ansehens des Videos zu wechseln. Diese Lösung war jedoch nicht optimal, und er kam auf die Idee, die Option, die Sprache während des Abspielens des Videos zu wechseln, zu implementieren. Da die Entwicklung eines Prototyps 800.000 Euro gekostet hätte, entwickelte der damals 15-jährige Sohn von Korz, Niklas, den Prototyp. Im März 2015 veröffentlichte Alugha die erste Version der Plattform.

## Auszeichnung
- Innovation Hub von Tata Communications und PGA European Tour, 1. Platz 2020[9][10]